# Автошлях E411
Автошлях E411 — європейський автомобільний маршрут категорії Б, що проходить по території Бельгії, Франції та з'єднує міста Сен-Бріє та  Кан.

## Маршрут
Весь шлях проходить через такі міста:
- -  E19,  E40 Брюссель
  - Вавр
  - Оттіньї-Лувен-ла-Нев
  -  E42 Намюр
  -  E25 Арлон
- - Лонгві
  -  E25,  E50,  E21,  E23 Мец